# ویلم فن آست
ویلم فن آست (هلندی: Willem van Aelst; ۱۶ مهٔ ۱۶۲۷ – ۱ ژانویهٔ ۱۶۷۹) نقاش اهل هلند بود.
وی در عصر طلایی نقاشی هلند در قرن ۱۷ میلادی زندگی می‌کرده و بیشتر آثارش با موضوع طبیعت بی‌جان بوده‌است.

## نگارخانه

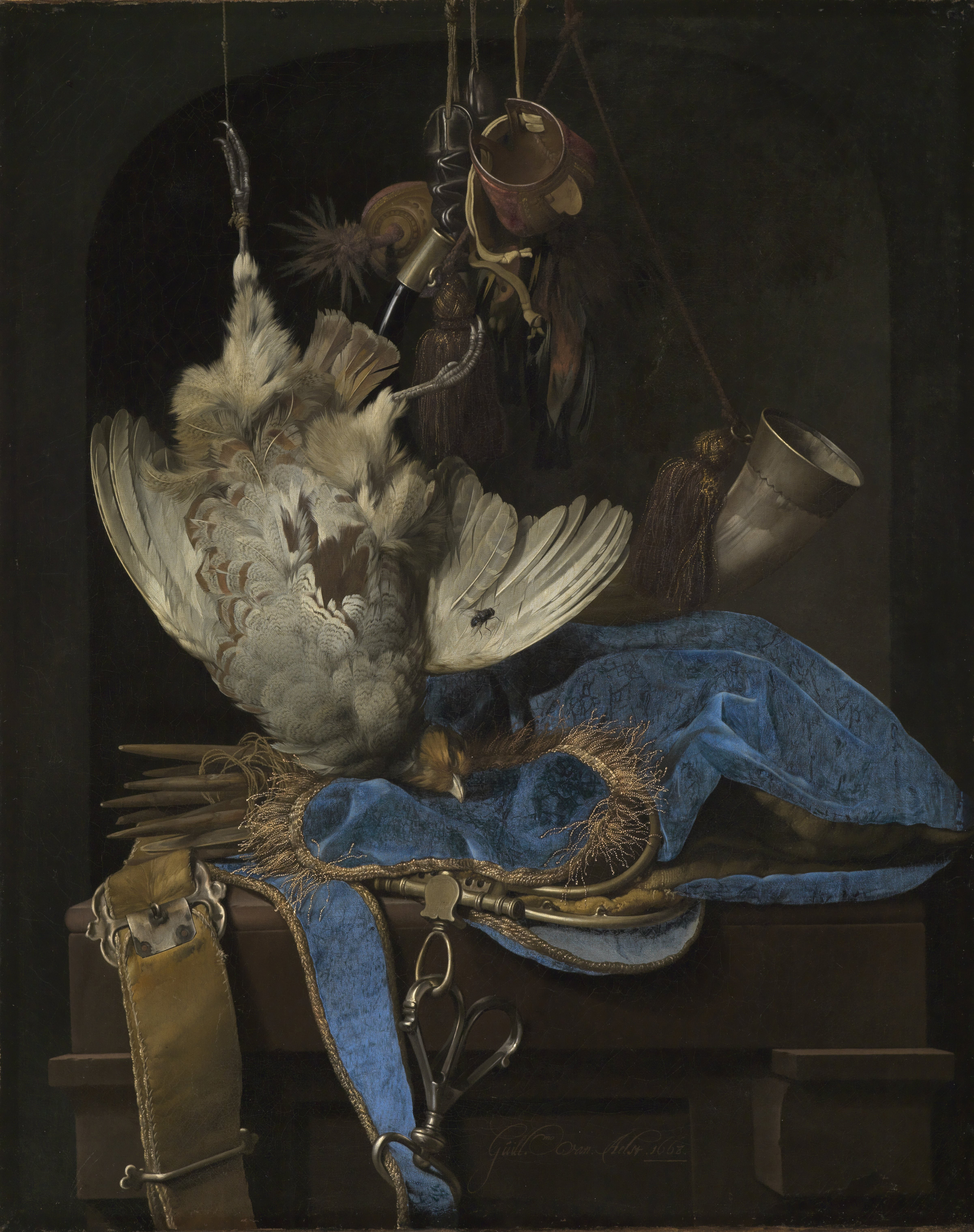
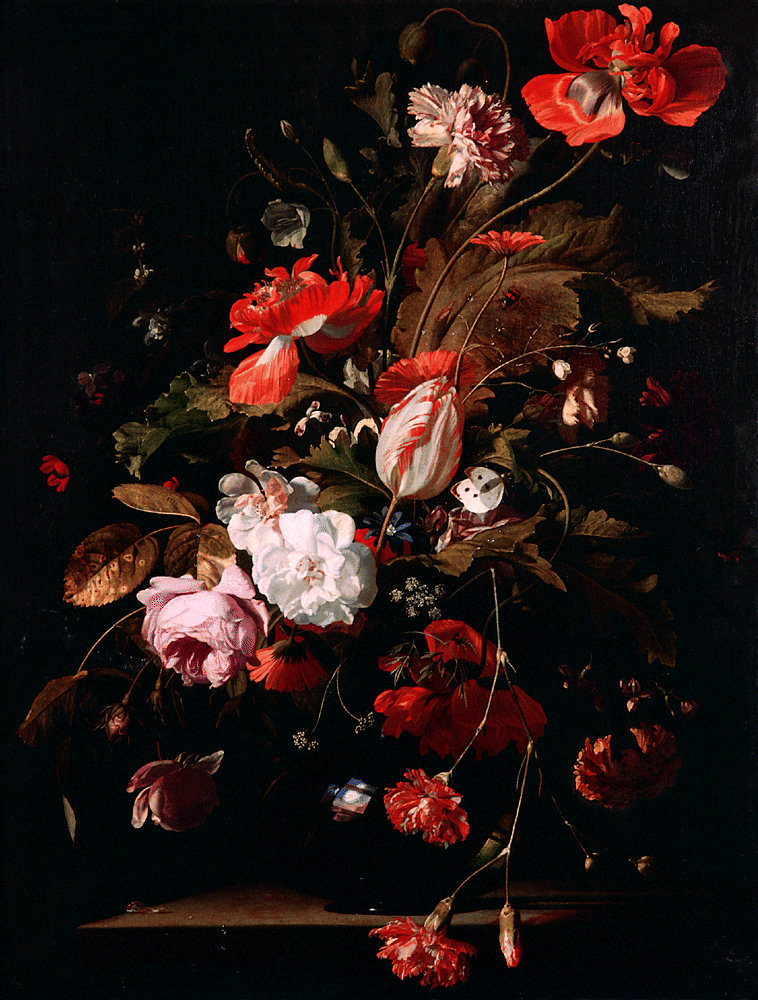
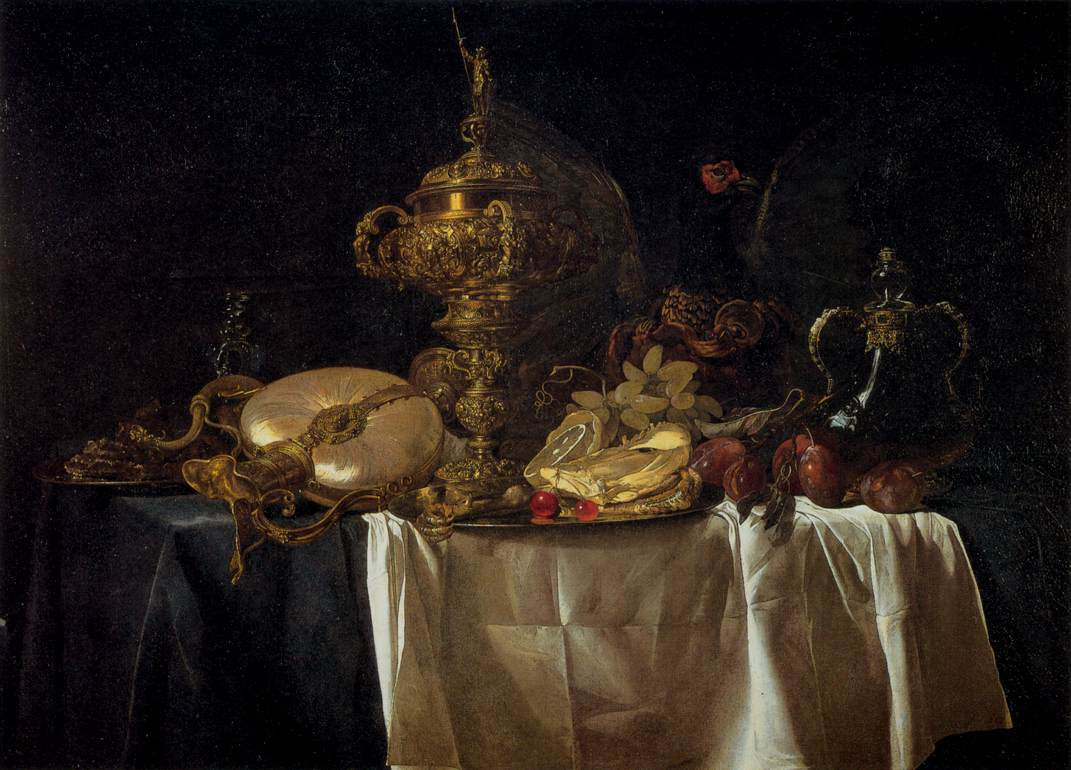
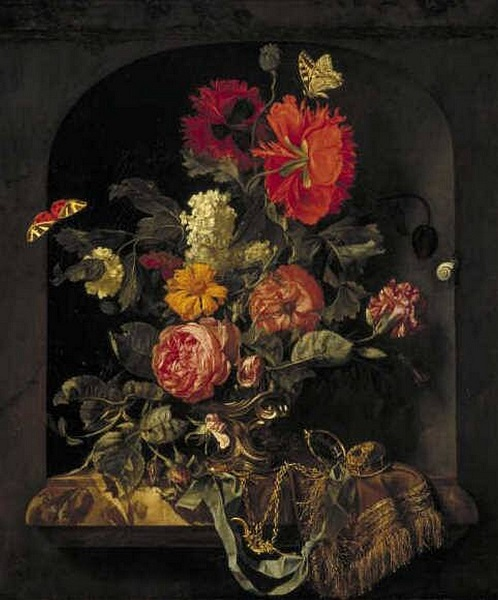